# Управљање дигиталном имовином
Управљање дигиталном имовином (ДАМ од енгл. Digital asset management) се односи на процес ефикасног складиштења, организовања, управљања, преузимања и дистрибуције дигиталне имовине организације за који се користи софтверско и системско решење. Сврха овог софтвера је да обезбеди централизовано складиште за дигиталну имовину којем власници ове имовине могу лако да приступе, уређују их или деле. Организације могу да имплементирају решење локално, у клауду или у хибридној архитектури.

## Дигитална имовина
Дигитална имовина је кључна компонента процеса управљања дигиталном имовином. То је било који тип датотеке која има вредност, у власништву је предузећа или појединца, долази у дигиталном формату, може да се претражује путем метаподатака и укључује права приступа и коришћења. Неки од најчешћих примера су: 
- Електронски документи
- Е-мејлови
- Дигиталне фотографије
- Видео снминци
- Аудио датотеке
- Анимације
- Презентације
- Медијске датотеке
- Веб странице и код

### Контрола приступа
Контрола приступа може бити заснована на пословној јединици, функционалном одељењу и улози. Служи да ограничи приступ неким средствима интерним запосленима. Дозволе такође могу проширити приступ на спољна лица као што су партнери или купци. Организација може да им обезбеди приступ предлогу ангажовања или заштитном знаку у циљу подршке партнерству или при е-трговини.

## Употреба у компанији или организацији
Компаније користе ДАМ у различитим одељењима, често на више локација. ДАМ централизује средства за приступ и коришћење и користе је функционалне области унутар организације у различите сврхе. Неки од примера су:
- Служба људских ресурса (ХР)  -  за управљање евиденцијом запослених, претплатом и статусом за бенефиције, захтевима за запошљавање, захтевима за слободне дане и годишњи одмор, за складиштење признаница о платама итд.[2]

- Набавка - за складиштење података о контакту добављача, фактура и спецификација.
- Развојни тимови - за складиштење власничког дизајна производа и планова развоја, материјала за планирање, слика итд.
- Продајни и маркетиншки тимови - за управљање брендом, маркетиншке кампање и одржавање средстава креираних и коришћених у целој организацији.
- Програмери и ИТ одељења - за складиштење, организовање и приступ дигиталним средствима која су повезана са развојем и одржавањем софтвера, веб локација и других дигиталних производа. Могу да чувају исечке кода, библиотеке датотека и друге ресурсе који могу поново да се користе за рад на новим пројектима.[3]
- Правни тимови - за организовање, складиштење и приступ правним документима, уговорима, правним извештајима итд.
- У раду са клијентима - постављањем одговарајућих дозвола за датотеке, праћењем промена и напомена преко контроле начина на који се одређена средства користе.
- Дизајн - за централизован преглед белешки, организацију пројеката, дељење датотека и завршених материјала између различитих тимова. Овакав софтвер нуди колаборативне могућности за рад на пројектима са контролом верзија, заједничким ресурсима и уграђеним алатима за уређивање.[1]

### Завод за интелектуалну својину
Ове организације обично управљају великим количинама дигиталне имовине у различитим фазама. Пошто се ажурирања врше кроз животни циклус средства, преносивост, контрола верзија и права приступа су критичне за одржавање.

### Остали примери
Такође, овакав софтвер има могућу примену за различите индустрије, укључујући агенције за финансијске услуге, храну и пиће, владу, здравство, високо образовање, производњу, медије и забаву, штампу и издаваштво, спорт и туризам.

## Предности коришћња софтвера

### Лакши преглед дигиталне имовине
ДАМ пружа корисницима јасан, свеобухватан поглед на дигиталну имовину и тако чини управљање пројектима, планирање садржаја и извршење пројекта једноставнијим. Постоји могућност контроле верзија која омогућава да се једном ажурирано средство аутоматски објављује на свим везама за дељење или контролисаним местима где се појављује дати ресурс. Такође многи системи имају и алате вештачке интелигенције који помажу за лакше креирање или управљање ресурисма.

### Анализа  интеракције са купацима
Када предузећа организују садржај на одговарајући начин на основу корисникове интеракције могу да сервирају садржај о бренду и маркетиншке материјале у право време за своју циљну публику и тиме да персонализују корисничко искуство.

### Смањени трошкови производње и боља алокација ресурса
Централизација средстава унутар ДАМ система омогућава организацијама да пронађу и поново користе средства, смањујући трошкове производње и дуплирање токова рада. Што подстиче ефикаснију алокацију ресурса у друге области пословања и доводи до тога да се средства и решења брже пласирају на тржиште.

### Управљање брендом
ДАМ помаже да се осигура да су поруке, позиционирање, визуелно представљање и други начини придржавања бренда доследни. Пословне јединице  као и различити тимови могу поново да користе креативне датотеке и друга средства за нове потребе и пројекте.

### Управљање  лиценцама
Лиценце, правна документација, архиве и друга имовина играју кључну улогу у испуњавању захтева индустрије или владиних регулаторних прописа. Способност организовања и брзог преузимања ових материјала штеди време и новац организацијама и ублажава поремећаје у основним пословним процесима.

### Конвертовање садржаја
ДАМ софтвер има уграђене алате за конверзију слика,видео и аудио записа у друге формате,алате за промену величине садржаја,прилагођавање садржаја за различите друштвене меже, веб странице и слично. 

## Начин функционисања софтвера
ДАМ систем функционише као централно складиште и контролни центар који омогућава различите улазе и излазе. Одобрени корисници или администратор могу да отпреме дигитална средства на ДАМ платформу, а затим људи (или у случају неких ДАМ платформи, софтвера за препознавање слика уз помоћ модела вештачке интелигенције) означавају сваку датотеку метаподацима. Метаподаци су информације које описују средство и омогућавају корисницима система да претражују и пронађу садржај у систему. Сигурносне функције у оквиру платформе за управљање дигиталним средствима контролишу које групе корисника могу да приступе којим средствима и како могу да их користе. Корисници затим могу да преузму одобрена средства за сопствену употребу или да их деле са сарадницима и партнерима преко портала, линкова, уграђују кодове или системске интеграције и слично.
Неколико корака је укључено у коришћење софтвера за управљање дигиталном имовином:
- Креирање средства - Стандардизовани шаблони и формати датотека припремају дигиталне датотеке за кодирање чак и пре него што се креирају. Ова стандардизација побољшава могућности и брзину претраживања и проналажења докумената.
- Кодирање и индексирање - Да би се поједноставила претрага средстава, метаподаци омогућавају да се дигитални садржаји идентификују преко атрибута као што су тип средства, тип медија и технологије која се користи. Идентификатори креирају индекс, групишући средства која имају заједничке ознаке ради побољшања могућности претраживања. Ово индексирање се онда користи за токове рада вођене правилима, и омогућавају аутоматизацију задатака и процеса.
- Контрола  верзије датотеке - Контрола верзија постаје све важнија за аутоматизацију токова посла, јер осигурава да се најновије, најажурније средство користи у оквиру постојећег посла. Како се успостављају нови токови посла, софтвер поставља датуме, обезбеђујући да се приступа само најновијој верзији.
- Управљање путем дозвола - Управљање путем дозвола осигурава да само они којима је одобрен приступ могу да користе средство на начин на који им је додељено. Ова способност штити организациону имовину од крађе, случајног оштећења или брисања.
- Ревизија - Интерне ревизије помажу организацијама да процене ефикасност ДАМ-а и идентификују области које треба унапредити. Слично томе, регулаторна тела могу извршити ревизију ДАМ решења како би осигурала да су технологија и процеси организације у складу са прописима. Обе врсте ревизија се редовно дешавају у високо регулисаним индустријама као што су финансије и здравство.[2]